# 阿薩 (摩洛哥)
28°36′31″N 9°25′37″W / 28.60861°N 9.42694°W

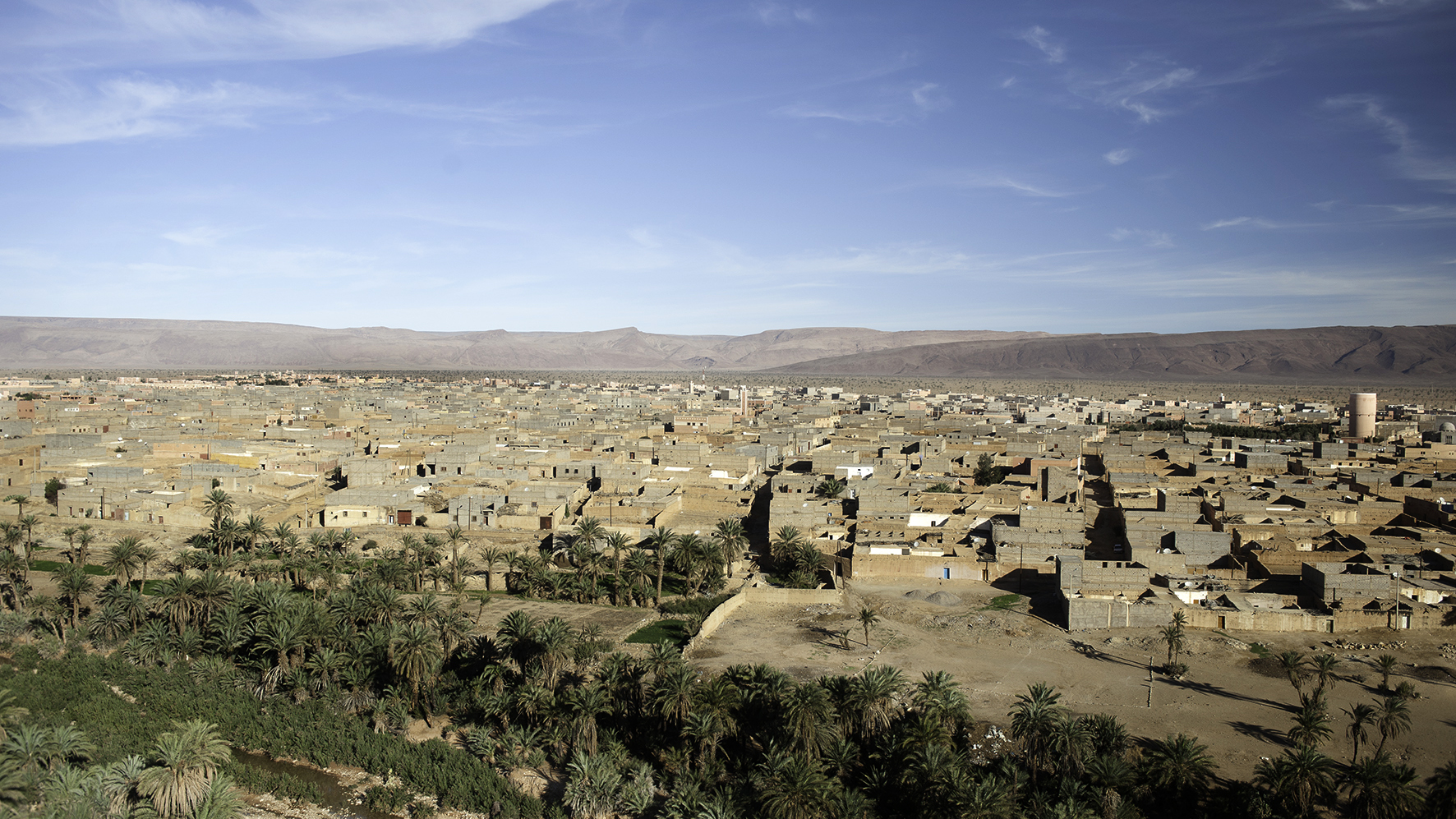
阿薩

阿薩（阿拉伯语：‎）是摩洛哥的城鎮，位於該國中部，由蓋勒敏-農河大區負責管轄，是阿薩-扎格省的首府，處於富姆宰吉德西南面約300公里，海拔高度305米，2012年人口18,367。